# Curcuma inodora
Curcuma inodora är en enhjärtbladig växtart som beskrevs av Ethelbert Blatter. Curcuma inodora ingår i släktet Curcuma och familjen Zingiberaceae. Inga underarter finns listade i Catalogue of Life.

## Bildgalleri

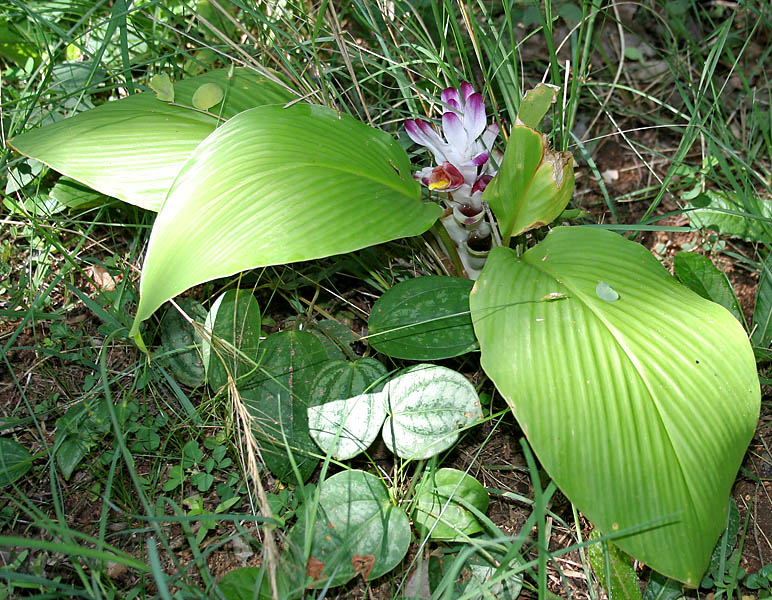
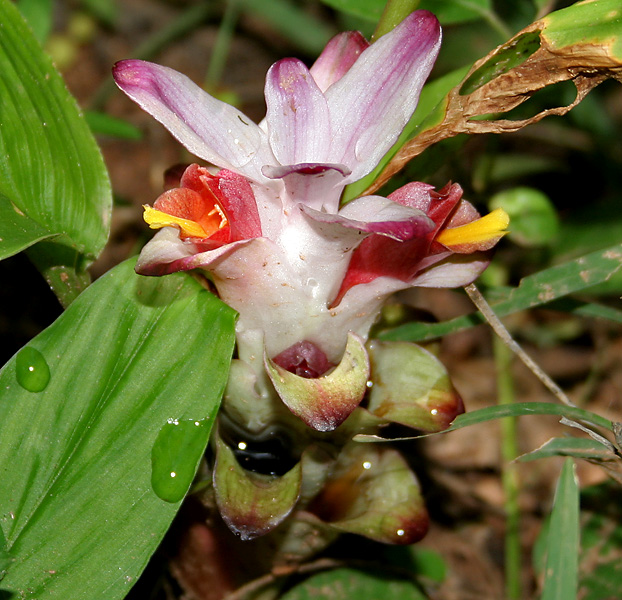
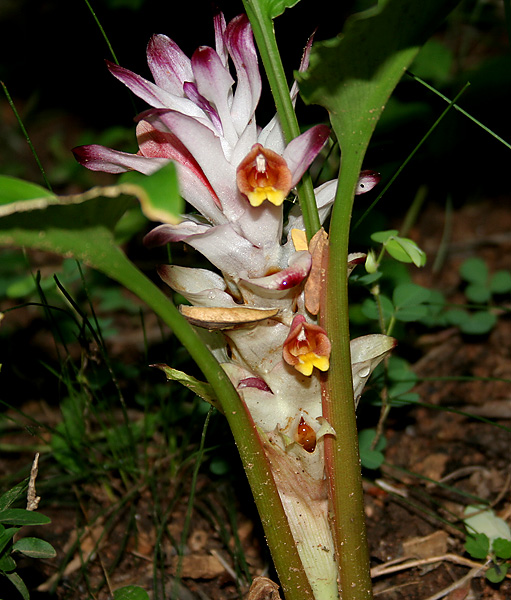
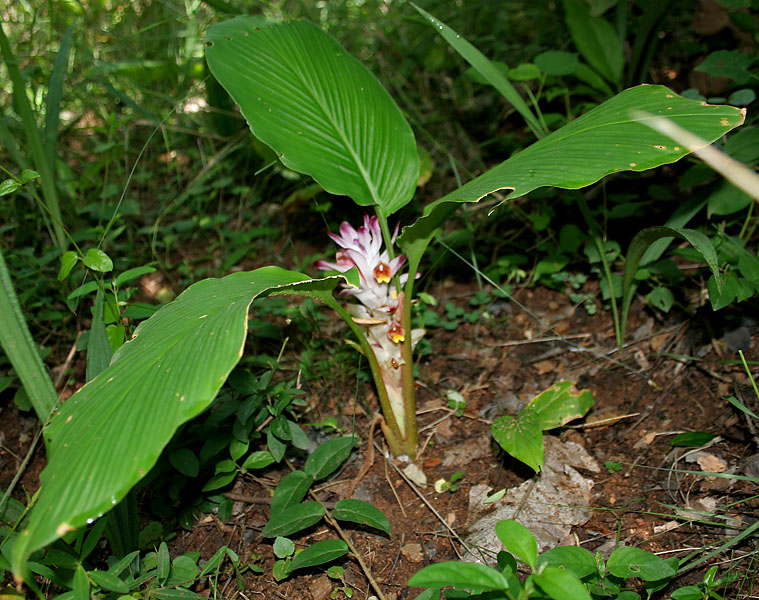